# Debaltseve
Debaltseve (en ukrainien : Дебальцеве, en russe : Дебальцево, Debaltsevo) est une ville de l'oblast de Donetsk, en Ukraine. Sa population s'élevait à 25 987 habitants en 2013. Elle fait partie de la république populaire de Donetsk.

## Géographie
Debaltseve est située dans le bassin industriel du Donbass, à 58 km au nord-est de Donetsk. Elle est assise sur le Plateau du Donets, à 308 mètres d'altitude.

## Administration
Le territoire municipal est partagé en plusieurs secteurs:
- Le microraïon central (Tsentralny; «Центральный») occupe le centre-ville. C'est ici que se trouvent les administrations principales de la ville : le conseil municipal, le comité exécutif, l'administration des Affaires intérieures, le centre de transmissions de la ville, etc. C'est ici également que se trouvent la gare, le dépôt de locomotives et celui des wagons.
- Le microraïon Tcheriomouchki («Черёмушки») recouvre l'ouest de la ville. Il a été construit dans les années 1970 sur des marais asséchés et consiste en immeubles d'habitation de trois à quatre étages.
- Le faubourg de Riazantsev (d'après le nom d'un héros de la guerre civile d'après la révolution d'Octobre) se trouve au sud-est de la ville. Il est traversé par l'autoroute M04 Znamenka-Louhansk-Izvarino.
- Le faubourg Zavodskoï a été fondé à la fin du XIXe siècle autour d'une usine (zavod signifie usine) mécanique. Il a été réaménagé à l'époque soviétique avec des bâtiments d'un ou quatre étages. C'est ici que se trouve le stade Avant-Garde («Авангард») et la caserne principale de pompiers.
- Le faubourg Tolstoï (familièrement Tolstovka), nommé en l'honneur d'Alexis Tolstoï qui a décrit des épisodes qui se sont déroulés dans la gare de la ville pendant la guerre civile[2], se trouve à l'est de la ville. Il consiste en des maisons individuelles. C'est ici que se trouvent la clinique centrale municipale et la colline de la Gloire.
- Le microraïon Vostotchny (de l'Est; «Восточный») est l'un des quartiers les plus récents de la ville avec des immeubles à quatre étages.
- Le faubourg Koniaïev (du nom d'un révolutionnaire fusillé à la gare de Debaltseve, le 28 décembre 1917) s'étend le long de la voie ferrée.
- Le microraïon du Cinquantenaire de la Victoire (Микрорайон им. 50-летия Победы) est constitué de grands immeubles d'habitation et d'usines.
- Le microraïon Festivalny (du Festival; «Фестивальный») se trouve au nord de la ville avec des grands immeubles d'habitation. C'est le quartier le plus récent de la ville avec des usines et des entreprises en lien avec le chemin de fer, la station météorologique, l'usine d'asphalte, le complexe sportif My (ce qui signifie Nous), etc.
- Le faubourg du Huit-Mars (посёлок «8 Марта») est l'un des plus éloignés du centre-ville.
- Le faubourg Oktiabrsky (d'Octobre; посёлок Октябрьский) à la limite nord-est.

## Histoire

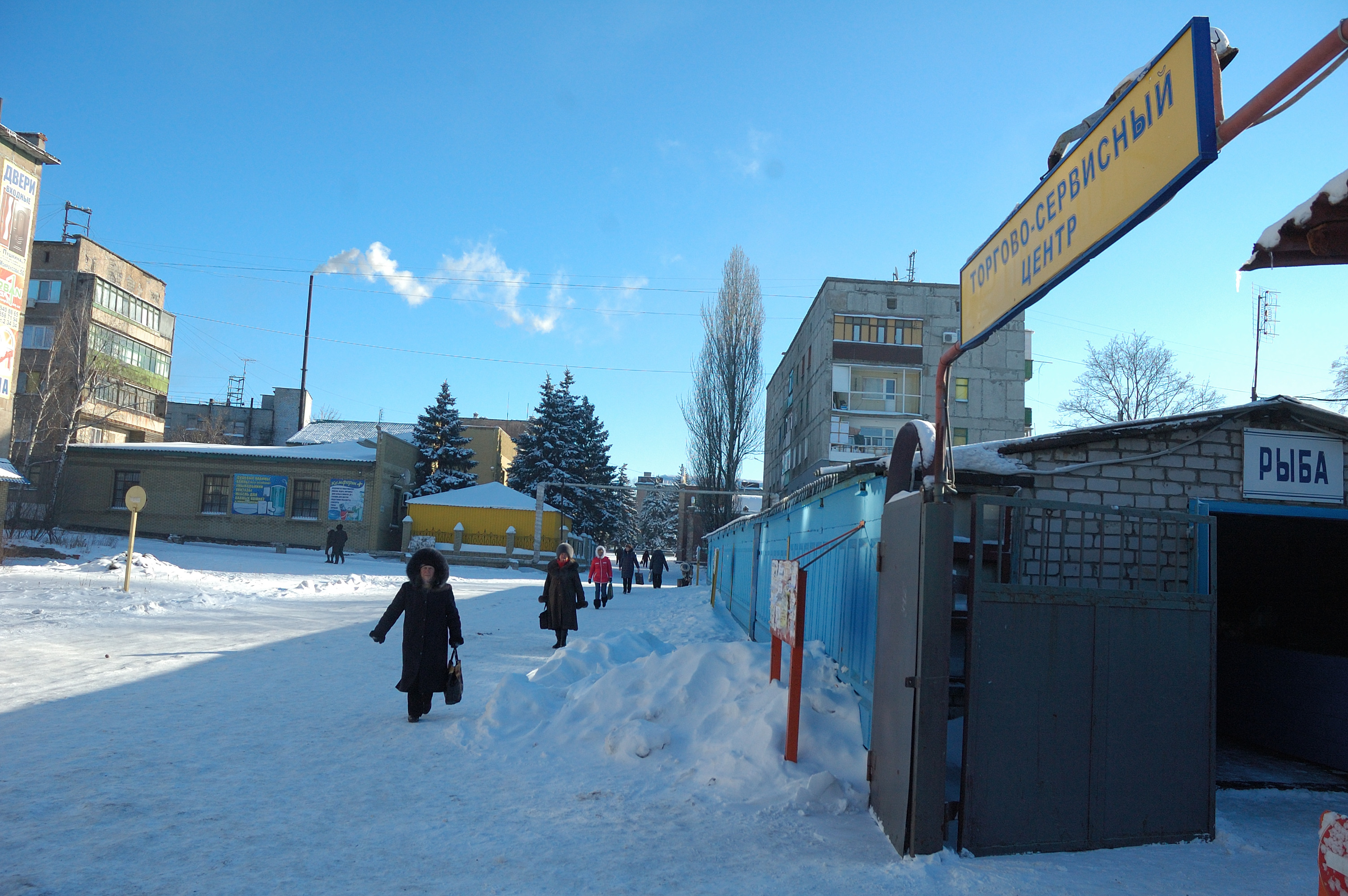
Debaltseve en janvier 2015.

La localité a été fondée en 1878 autour d'une gare ferroviaire sous le nom de Debaltseve. Des ateliers de mécanique et des ateliers pour l'entretien du matériel ferroviaire, un dépôt de chemin de fer furent construits autour de la gare à partir de 1894. Debaltseve, qui comptait 2 048 habitants en 1897 vit sa population atteindre 20 000 habitants en 1911. En 1921, à la fin de la guerre civile, la population de la ville s'élevait à 9 595 personnes et 65,9 pour cent des actifs travaillaient dans le transport ferroviaire. L'usine de mécanique fut reconstruite en 1925. Dans les années 1930, la ville se modernisa avec l'installation de réseaux d'électricité et d'adduction d'eau. Des équipements culturels furent construits, notamment un palais de la culture avec une salle de 1 200 places et un stade. En 1938, Debaltseve reçut le statut de ville.
Depuis la mi-avril 2014, les miliciens de la république populaire autoproclamée de Donetsk contrôlent cette ville de langue majoritaire russe, mais ethniquement ukrainienne selon le recensement de 2001. Mais, à la suite de l'attaque de l'Armée ukrainienne de l'ATO Debaltseve connaît des combats très violents à partir du 28 juillet 2014. Les forces ukrainiennes s'emparent totalement de la ville le 29 juillet au soir. Elle est reprise par les forces de la république populaire de Donetsk à la fin du mois d'août 2014, pour être reprise ensuite par les milices ukrainiennes. De violents combats y ont lieu à la fin de janvier 2015, les forces d'artillerie gouvernementales établies aux alentours étant repoussées le 26 janvier au-delà de Svetlodarsk. Elles abandonnent des pièces d'artillerie à Nikichino, le 1er février 2015. Les forces ukrainiennes abandonnent la ville le 18 février 2015,.

## Population
Recensements (*) ou estimations de la population :
| 1897* | 1923* | 1926*  | 1939*  | 1959*  | 1970*  |
| ----- | ----- | ------ | ------ | ------ | ------ |
| 2 048 | 9 586 | 13 100 | 34 202 | 33 847 | 35 366 |

| 1979*  | 1989*  | 2001*  | 2011   | 2012   | 2013   |
| ------ | ------ | ------ | ------ | ------ | ------ |
| 33 871 | 35 511 | 30 246 | 26 255 | 26 026 | 25 987 |